# アグネス・ジェベット・ティロップ
アグネス・ジェベット・ティロップ（Agnes Jebet Tirop, 1995年10月23日 - 2021年10月13日）は、ケニアの元陸上競技長距離選手。2017年世界陸上競技選手権大会と2019年世界陸上競技選手権大会の10000メートル競走銅メダリスト。

## スポーツレース
2017年にロンドンで開催されたワールドカップで、彼女はエチオピアのアルマズ・アヤナ（金）とティルネシュ・ディババ（銀）の後ろで、10,000メートルで銅メダルを獲得した。 2020年の東京オリンピックで、彼女は5000メートルで4位になった。彼女はドイツのAdizeroRoad To Recordsテストで、古い10kmの世界記録を28秒下げて歴史を作った。

## 死去
2021年10月13日、エルゲーヨ＝マラクウェトのイテンにある自宅で遺体で発見された。死因は何者かによる刺殺とみられている。

## 脚注

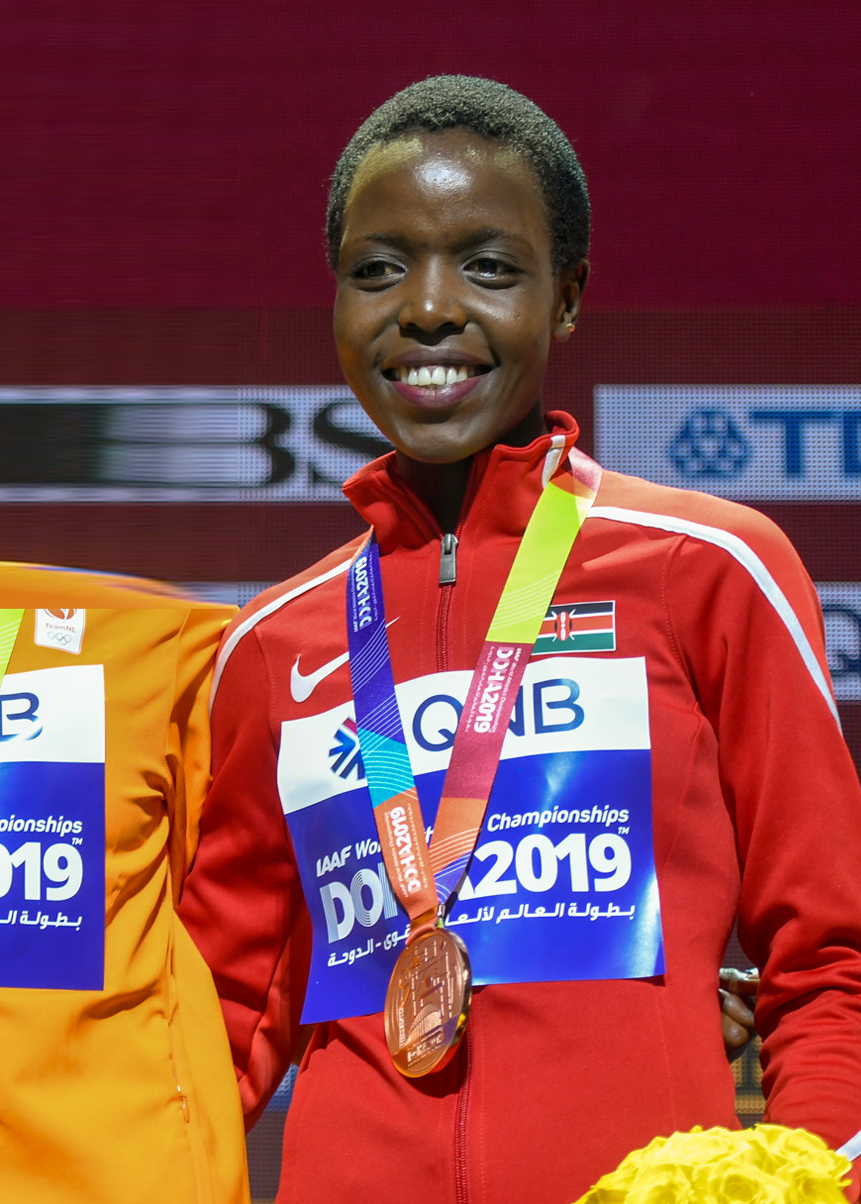
Agnes Tirop 2019.